# John Nicolas Coldstream
John Nicolas Coldstream (30 mars 1927 - 21 mars 2008) est un archéologue et universitaire spécialisé dans la céramique grecque antique de la période géométrique. Il enseigne au Bedford College, devenant professeur d'archéologie égéenne, puis enseigne à l'University College de Londres en tant que professeur Yates d'art classique et d'archéologie. Ses sites de fouilles les plus connus sont Cythère et Cnossos.

## Jeunesse
Coldstream est né le 30 mars 1927 à Lahore, Raj britannique. Sir John Coldstream, son père, sert dans la colonie britannique en tant que juge de la Haute Cour. Il fait ses études à l'école préparatoire St Cyprian's School, Eastbourne et au Collège d'Eton
Après l'école, il fait son service national dans l'armée britannique. Le 26 janvier 1946, il est nommé dans les Buffs en tant que sous-lieutenant. Il sert en Égypte et en Palestine. Il étudie ensuite les classiques au King's College, Cambridge, Université de Cambridge. Il obtient un double premier baccalauréat ès arts (BA) en 1951,.

## Carrière académique
Coldstream enseigne les classiques à la Shrewsbury School, dans le Shropshire de 1952 à 1956,. Pendant son séjour, il est également officier de la Force combinée des cadets jusqu'en décembre 1956. Il travaille ensuite pendant un an comme assistant-conservateur temporaire au département des Antiquités grecques et romaines du British Museum,. De 1957 à 1960, il entreprend des recherches à la British School d'Athènes. En 1958, il publie sa première monographie An Etruscan Neck-Amphora.
En 1960, il devient chargé de cours au Bedford College, Université de Londres. Greek Geometric Pottery est publiée en 1968 et est considérée comme son magnum opus. Il reçoit une chaire personnelle en tant que professeur d'archéologie égéenne en 1975. Il publie Geometric Greece en 1977. En 1983, il part à l'University College de Londres et devient professeur Yates d'art classique et d'archéologie. Il prend sa retraite en 1992, devenant professeur émérite.
En plus de son travail universitaire, il participe à la gestion de l'école britannique d'Athènes. Il est rédacteur en chef de The Annual of the British School at Athens de 1968 à 1973. Il est membre puis président, de 1987 à 1991, de son comité directeur. Il est, à sa mort, vice-président de l'École.

## Vie privée
Il est un cousin de William Coldstream (en), un peintre. Il épouse Nicola, une éminente spécialiste de l'architecture et de l'art médiéval, en 1970.
Coldstream est élu membre de la Society of Antiquaries of London (FSA) en 1964 et membre de la British Academy (FBA) en 1977. Il reçoit la médaille Kenyon pour les études classiques de la British Academy en 2003.
Dans sa nécrologie, le Times qualifie Coldstream de "l'un des plus grands archéologues classiques du monde".

## Publications
- Greek Geometric Pottery: a Survey of Ten Local Styles and their Chronology (1968). Londres : Methuen. 2e éd. avec supplément : Bristol : Phoenix Press, 2008, (ISBN 1904675816)
- Kythera: Excavations and Studies Conducted by the University of Pennsylvania Museum and the British School at Athens Park Ridge, NJ: Noyes Press (1973)
- Geometric Greece (1977, édition révisée 2003), Londres : E. Benn
- Knossos Pottery Handbook: Greek and Roman (2001). Londres : British School à Athènes.